# Peter Lancaster
Peter Lancaster (* 1929) ist ein britischer Mathematiker.

## Leben
Lancaster studierte Mathematik an der University of Liverpool mit dem Bachelor-Abschluss 1952. Danach arbeitete er fünf Jahre als Mathematiker in der Luftfahrtindustrie (Warton Aerodrome, das zu einer Vorläufergesellschaft von  British Aerospace gehörte), wobei er sich mit Schwingungsproblemen von Flugzeugen befasste mit umfangreicher numerischer Anwendung der linearen Algebra, bevor er 1957 eine Dozentenstelle an der Nationaluniversität Singapur annahm (wo die Mathematikfakultät von Richard Kenneth Guy geleitet wurde), an der er 1964 bei Daniel Pedoe promoviert wurde (Lambda-Matrices and Vibrating Systems). 1961 besuchte er das erste Gatlinburg Symposion über numerische Algebra. Ab 1962 lehrte er an der University of Calgary, an der er 1973 bis 1977 der Mathematikfakultät vorstand und 1994 emeritiert wurde. Danach forschte er unter anderem an der University of Manchester und Nottingham.
Lancaster befasste sich mit quadratischen Eigenwertproblemen und deren Umkehrung, Spektrum und Faktorisierungstheorie Matrix-wertiger Funktionen, algebraischen Riccati-Gleichungen, Eigenwertproblemen in Räumen mit indefinitem Skalarprodukt, analytischer Störungstheorie, numerischem Wertebereich und Pseudospektren Matrix-wertiger Funktionen. Er schrieb ein Buch über die Anwendung linearer Algebra auf Schwingungsprobleme und ein Buch über Matrizentheorie, das durch die Werke von Felix Ruwimowitsch Gantmacher beeinflusst war und ins Russische übersetzt wurde. Lancaster arbeitete mit Israel Gohberg zusammen und veröffentlichte mit ihm und Leiba Rodman drei Bücher.
1991 erhielt er den Jeffery-Williams-Preis und 2004 den Hans-Schneider-Preis. Er war Präsident der Canadian Mathematical Society, war Vizepräsident der Canadian Applied and Industrial Mathematics Society und war Gründungsmitglied der International Linear Algebra Society. 2000 war er mit einem Humboldt-Forschungspreis in Darmstadt.

## Schriften
- Lambda Matrices and Vibrating Systems, Pergamon Press 1966, Dover 2002
- Theory of Matrices: with applications, Academic Press 1969, 2. Auflage 1985 mit Miron Tismenetsky
- Mathematics: models of the real world, Prentice-Hall 1976
- mit Gohberg, Leiba Rodman: Invariant Subspaces of Matrices with Applications, Wiley 1986, 2. Auflage, SIAM Classics in Applied Mathematics 2006
- mit Gohberg, Rodman: Matrices and indefinite scalar products, 1982, Birkhäuser 2005
- mit Gohberg, Rodman: Matrix Polynomials, Academic Press 1982
- mit Rodman: Algebraic Riccati Equations, Oxford University Press 1995
- mit Gohberg, Rodman: Spectral analysis of self-adjoint matrix polynomials, Annals of Mathematics, Band 112, 1980, S. 33–71
- mit Rodman: Existence and uniqueness theorems for the algebraic Riccati equation, Internat. J. Control, Band 32, 1980, S. 285–309
- mit Kes Salkauskas: Transform methods in applied mathematics: an introduction, Wiley 1996
- mit Kes Salkauskas: Curve and Surface Fitting, Academic Press 1986
- Lectures on Linear Algebra, Control and Stability, University of Calgary 1999